# Thelyphonus kinabaluensis
Espèce
Thelyphonus kinabaluensis est une espèce d'uropyges de la famille des Thelyphonidae.

## Distribution
Cette espèce est endémique du Sabah en Malaisie.

## Description
La femelle holotype mesure 24 mm et le mâle paratype 22 mm.

## Étymologie
Son nom d'espèce, composé de kinabalu et du suffixe latin -ensis, « qui vit dans, qui habite », lui a été donné en référence au lieu de sa découverte, le mont Kinabalu.

## Publication originale
- Speijer, 1933 : A new pedipalp from Mt. Kinabalu, north Borneo, 1 3455 ft. Bulletin of the Raffles Museum, vol. 8, p. 106-109 (texte intgral).